# Elaphe sauromates
Espèce
Synonymes
- Coluber sauromates Pallas, 1811
- Coluber cereus Dvigubskij, 1832
- Coluber fulvus Dvigubskij, 1832
- Coluber xanthogaster Andrzejowski, 1832
- Elaphe parreysi Fitzinger in Wagler, 1833
- Coluber thaeniothys Fischer, 1837

Elaphe sauromates est une espèce de serpents de la famille des Colubridae.

## Description
C'est une grande et robuste couleuvre, qui atteint entre 120 et 140 cm à l'âge adulte, très rarement jusqu'à 2 m. Elle est très apparentée à Elaphe quatuorlineata et elle fut longtemps considérée comme une sous-espèce de cette dernière. Elle est cependant un peu moins grande et sa coloration tachetée est bien distincte. Les juvéniles des deux espèces ont en revanche la même coloration et se ressemblent beaucoup.

## Répartition
Cette espèce se rencontre :
- en Arménie ;
- en Azerbaïdjan ;
- dans l'est de la Bulgarie ;
- dans l'est de la Géorgie ;
- dans le nord-est de la Grèce ;
- dans le nord de l'Irak ;
- en Israël ;
- dans le Nord et l'Ouest de l'Iran ;
- dans l'ouest du Kazakhstan ;
- au Liban ;
- en Moldavie ;
- en Roumanie ;

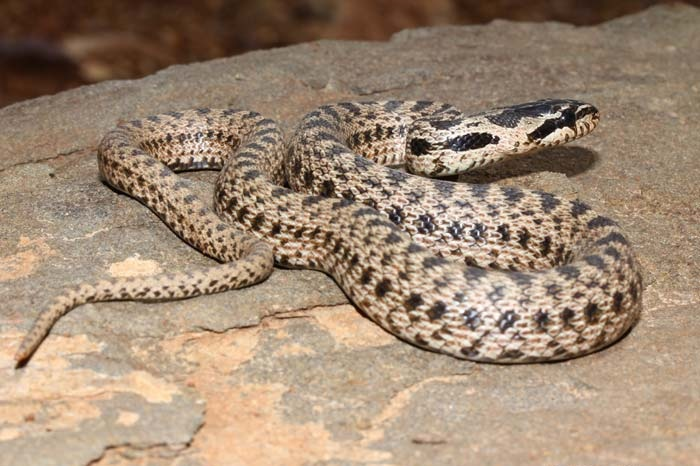
Jeune spécimen

- dans le sud de la Russie, en Ciscaucasie ;
- en Slovénie ;
- en Syrie ;
- dans l'ouest du Turkménistan ;
- en Turquie ;
- en Ukraine.

## Habitat
Elle vit dans des habitats très variés: milieux méditerranéens, forêts caducifoliées, steppes et jusqu'aux paysages désertiques d'Asie centrale. Elle apprécie la présence de pierres et de buissons. Elle fréquente souvent les lieux humides comme les bords des cours d'eau. Elle est présente principalement en plaine mais elle monte jusqu'à 2 600 m dans le Caucase.

## Mode de vie et comportement
Elle est diurne et crépusculaire. Elle grimpe et nage bien, mais elle est avant tout terrestre. Elle consomme surtout des rongeurs, des oiseaux et oisillons, et plus rarement des reptiles.
C'est une couleuvre non venimeuse et totalement inoffensive pour l'homme. Plutôt calme et assez lente, elle souffle et aplatie sa tête lorsqu'elle se sent menacée, puis frappe en faisant semblant de mordre. Elle n'est pas particulièrement agressive mais elle est plus prompte à mordre que la couleuvre à quatre raies,.

## Publication originale
- Pallas, 1811 : Zoographia rosso-asiatica: sistens omnium animalium in extenso imperio rossico, et adjacentibus maribus observatorum recensionem, domicilia, mores et descriptiones, anatomen atque icones plurimorum, vol. 3, p. 1-428 (texte intégral).